# Las Bayas
Las Bayas är en ort i Mexiko.   Den ligger i kommunen Durango och delstaten Durango, i den centrala delen av landet, 700 km nordväst om huvudstaden Mexico City. Las Bayas ligger 2 639 meter över havet och antalet invånare är 107.
Terrängen runt Las Bayas är lite kuperad. Runt Las Bayas är det mycket glesbefolkat, med 3 invånare per kvadratkilometer. Det finns inga andra samhällen i närheten. I omgivningarna runt Las Bayas växer huvudsakligen savannskog.